# Seznam dílů seriálu Timeless
Toto je seznam dílů seriálu Timeless. Americký dramatický seriál Timeless měl premiéru 3. října 2016 na stanici NBC. V České republice měl premiéru 20. ledna 2019 na AXN.

## Přehled řad
| Řada   | Díly | Premiéra v USA    | Premiéra v USA    | Premiéra v ČR   | Premiéra v ČR   |
| Řada   | Díly | První díl         | Poslední díl      | První díl       | Poslední díl    |
| ------ | ---- | ----------------- | ----------------- | --------------- | --------------- |
| 1      | 16   | 3. října 2016     | 20. února 2017    | 20. ledna 2019  | 24. března 2019 |
| 2      | 10   | 11. března 2018   | 13. května 2018   | 24. března 2019 | 28. dubna 2019  |
| Finále | 2    | 20. prosince 2018 | 20. prosince 2018 | 28. dubna 2019  | 28. dubna 2019  |

## Seznam dílů

### První řada (2015)
| Č. v seriálu | Č. v řadě | Původní název                        | Režie             | Scénář                           | Premiéra v USA     | Premiéra v ČR   |
| ------------ | --------- | ------------------------------------ | ----------------- | -------------------------------- | ------------------ | --------------- |
| 1            | 1         | Pilot                                | Neil Marshall     | Eric Kripke a Shawn Ryan         | 3. října 2016      | 20. ledna 2019  |
| 2            | 2         | The Assassination of Abraham Lincoln | Neil Marshall     | Tom Smuts                        | 10. října 2016     | 27. ledna 2019  |
| 3            | 3         | Atomic City                          | Charles Beeson    | Lana Cho                         | 17. října 2016     | 27. ledna 2019  |
| 4            | 4         | Party at Castle Varlar               | Billy Gierhart    | Jim Barnes                       | 24. října 2016     | 3. února 2019   |
| 5            | 5         | The Alamo                            | John Terlesky     | Anne Cofell Saunders             | 31. října 2016     | 3. února 2019   |
| 6            | 6         | The Watergate Tape                   | Greg Beeman       | Kent Rotherham                   | 14. listopadu 2016 | 10. února 2019  |
| 7            | 7         | Stranded                             | Holly Dale        | Arika Lisanne Mittman            | 21. listopadu 2016 | 10. února 2019  |
| 8            | 8         | Space Race                           | Charles Beeson    | Matt Whitney                     | 28. listopadu 2016 | 17. února 2019  |
| 9            | 9         | Last Ride of Bonnie & Clyde          | John Terlesky     | Anslem Richardson                | 5. prosince 2016   | 17. února 2019  |
| 10           | 10        | The Capture of Benedict Arnold       | John F. Showalter | Tom Smuts                        | 12. prosince 2016  | 24. února 2019  |
| 11           | 11        | The World's Columbian Exposition     | Craig Zisk        | Lana Cho                         | 16. ledna 2017     | 24. února 2019  |
| 12           | 12        | The Murder of Jesse James            | John F. Showalter | Jim Barnes                       | 23. ledna 2017     | 3. března 2019  |
| 13           | 13        | Karma Chameleon                      | Greg Beeman       | Anne Cofell Saunders             | 30. ledna 2017     | 3. března 2019  |
| 14           | 14        | The Lost Generation                  | Craig Zisk        | Kent Rotherham a David Hoffman   | 6. února 2017      | 10. března 2019 |
| 15           | 15        | Public Enemy No. 1                   | Guy Ferland       | Matt Whitney a Anslem Richardson | 13. února 2017     | 10. března 2019 |
| 16           | 16        | The Red Scare                        | Matt Earl Beesley | Arika Lisanne Mittman            | 20. února 2017     | 24. března 2019 |

### Druhá řada (2018)
| Č. v seriálu | Č. v řadě | Původní název               | Režie               | Scénář                               | Premiéra v USA  | Premiéra v ČR   |
| ------------ | --------- | --------------------------- | ------------------- | ------------------------------------ | --------------- | --------------- |
| 17           | 1         | The War to End All Wars     | Greg Beeman         | Arika Lisanne Mittman a Tom Smuts    | 11. března 2018 | 24. března 2019 |
| 18           | 2         | The Darlington 500          | Olatunde Osunsanmi  | Jim Barnes                           | 18. března 2018 | 31. března 2019 |
| 19           | 3         | Hollywoodland               | John Showalter      | Matt Whitney                         | 25. března 2018 | 31. března 2019 |
| 20           | 4         | The Salem Witch Hunt        | Guy Ferland         | Kent Rotherham                       | 8. dubna 2018   | 7. dubna 2019   |
| 21           | 5         | The Kennedy Curse           | Holly Dale          | Lana Cho                             | 15. dubna 2018  | 7. dubna 2019   |
| 22           | 6         | The King of the Delta Blues | Greg Beeman         | Anslem Richardson                    | 22. dubna 2018  | 14. dubna 2019  |
| 23           | 7         | Mrs. Sherlock Holmes        | Douglas Aarniokoski | David C. Hoffman                     | 29. dubna 2018  | 14. dubna 2019  |
| 24           | 8         | The Day Reagan Was Shot     | Alex Kalymnios      | Arika Lisanne Mittman a Lauren Greer | 6. května 2018  | 21. dubna 2019  |
| 25           | 9         | The General                 | John F. Showalter   | Matt Whitney                         | 13. května 2018 | 21. dubna 2019  |
| 26           | 10        | Chinatown                   | Greg Beeman         | Tom Smuts a Nancy Baird              | 13. května 2018 | 28. dubna 2019  |

### Finále (2018)
| Č. v seriálu | Původní název            | Režie          | Scénář                            | Premiéra v USA    | Premiéra v ČR  |
| ------------ | ------------------------ | -------------- | --------------------------------- | ----------------- | -------------- |
| 27-28        | The Miracle of Christmas | John Showalter | Lauren GreerAkira Lisanne Mittman | 20. prosince 2018 | 28. dubna 2019 |